# Государство Хорезмшахов
Государство Хорезмша́хов (خوارزمشاهیان; также: Государство Хорезмшахов-ануштегинидов или Империя Хорезмшахов) — принятое в востоковедении название средневекового государства Хорезм периода правления династии хорезмшахов-Ануштегинидов в 1097—1221 гг., при которой государство превратилось в крупную империю.
Начиная с эпохи хорезмшаха Текеша (1172—1200), Ануштегиниды правили всеми территориями Мавераннахра и Хорасана, сначала как вассалы сельджуков и каракитаев, а затем, как независимые правители, вплоть до монгольского вторжения Чингис-хана в Хорезм в XIII веке.
К концу XII в. — началу XIII в. Государство Хорезмшахов выросло в крупнейшее и самое могущественное государственное объединение мусульманского Востока, включавшее в себя всю территорию Туркменистана, где располагался его центр и столица г. Гургандж (Кёнеургенч). В состав государства также входила вся территория современного Узбекистана, части территорий современных Казахстана, Афганистана, Таджикистана и Кыргызстана, Ирана и Азербайджана (всего около 3,6 миллиона квадратных километров).

## Происхождение династии Ануштегинидов

### Огузо-туркменское происхождение

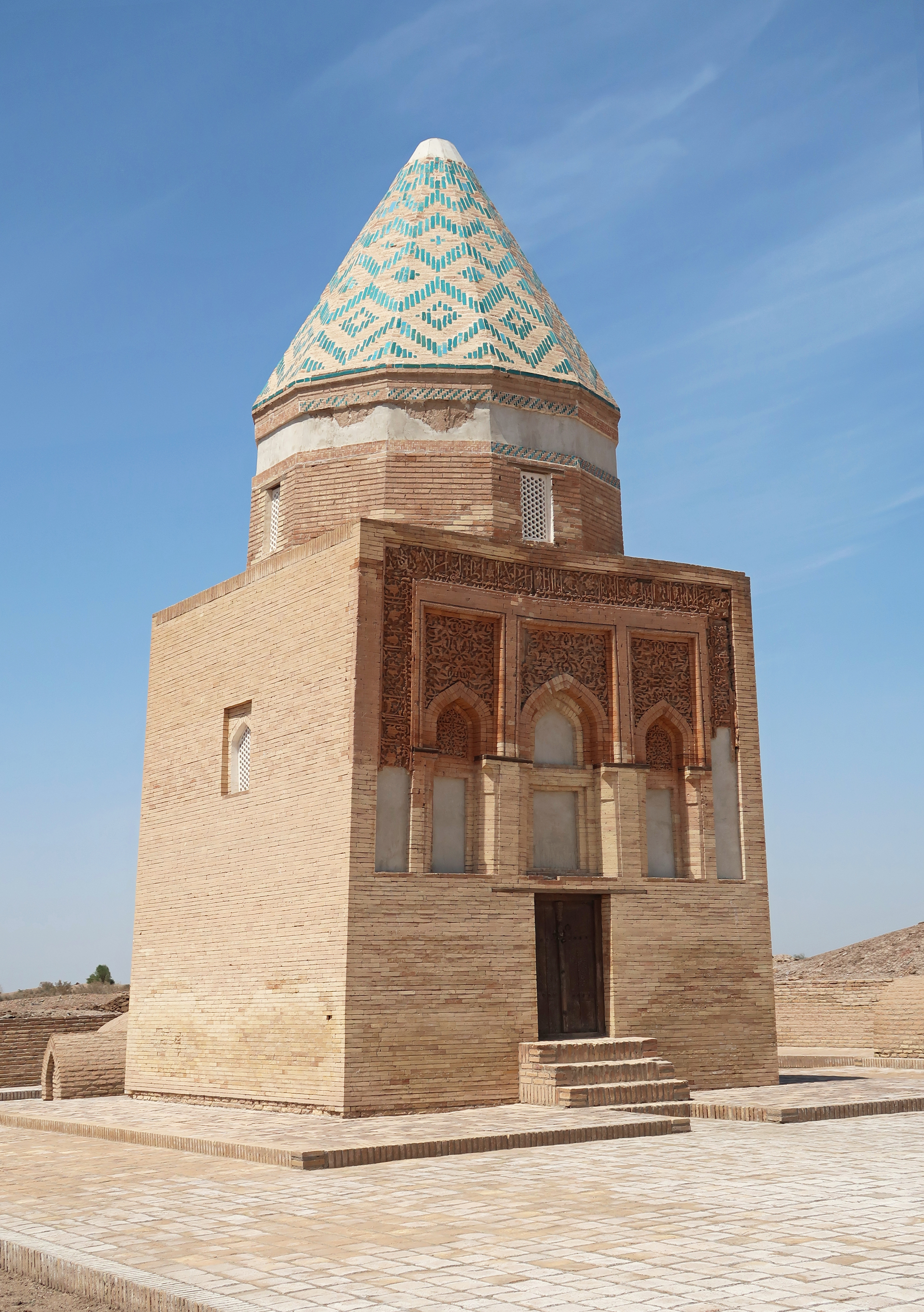
Мавзолей хорезмшаха Иль-Арслана, г. Кёнеургенч, Туркменистан

Основатель династии Ануш-Тегин был родом из исторической области Гарчистан, располагавшейся на северном берегу реки Мургаб и к северу от реки Теджен, а относительно ранние мусульманские авторы не затрагивают тему его племенного происхождения. Советский и азербайджанский историк, академик З. М. Буниятов в своей классической монографии «Государство Хорезмшахов-ануштегинидов, 1097—1231» на основании сведений средневековых историков Рашид ад-Дина и Хафизи Абру, указывает на принадлежность основателя династии Ануш-Тегина к огузскому племени бегдили. Туркменский советский историк С. Г. Агаджанов в своей монографии «Очерки истории огузов и туркмен Средней Азии IX—XIII вв.» отмечает, что хорезмшахи могли происходить из огузского племени бегдили. Советский тюрколог Э.Навширванов указывает на то, что Государство Хорезмшахов было государством огузов-туркмен. Советский и азербайджанский востоковед Р. М. Шукюрова подчеркивает, что «огузы, которые с XI века носят название туркмен, являются предками тюркских народов, живущих ныне в Азербайджане, Туркмении, Иране, Турции и Ираке.»
Советский и туркменский ученый, доктор исторических наук А. Б. Язбердиев называет династию Ануштегинидов туркменской, туркменский историк Дж. Аллаярова в своей монографии «Политическая и экономическая история туркменского государства хорезмшахов-Ануштегинидов (1097—1231 гг.)» пишет о принадлежности династии к огузо-туркменскому племени бегдили.
В своей книге «Этническая история Северо-Западной Туркмении в Средние века», советский и российский ученый-этнограф, специалист по этнографии Средней Азии С. П. Поляков указывает на то, что бегдили является средневековым туркменским племенем. В настоящее время, подразделение бегдили является частью туркмен-гёкленов и туркмен Лебапского велаята Туркменистана, а также туркмен Турции.

### Другие версии
В официальной документации XII в., в том числе и хорезмийской, в составе полного имени и титулования того или иного правителя Хорезма Ануш-тегин в большинстве случае не упоминался.
Французский историк Р. Груссе называет хорезмшаха Атсыза тюрком и к государству хорезмшахов применял термин «Хорезмийская тюркская империя». Согласно Британскому востоковеду К.Босворту, Ануштегиниды были этническими тюрками, а их имена и титулы были смесью тюркского и исламского. По мнению авторов фундаментальной монографии «История цивилизаций Центральной Азии», потомок Ануш-тегина — султан Кутб ад-Дин происходил из тюрков.
Туркменский советский историк С.Агаджанов также отмечает, что согласно турецкому востоковеду И.Кафесоглу, Ануштегиниды могли быть родственны племенам канглы и кыпчак.
Турецкий историк И.Кафесоглу предполагал, что Ануш-тегин был родом из Гарчистана и был чигильского или халаджского происхождения, а востоковед З. В. Тоган выдвинул точку зрения, что он принадлежал к кыпчакскому, канглинскому или уйгурскому племени.
З. М. Буниятов утверждал, что «Ануш-Тегин — предок династии хорезмшахов, по имени которого её иногда называют династией Ануштегинидов, был в юности тюркским рабом (мамлюком) в Гарчистане»

## История
Титул хорезмшах был введен в 305 году нашей эры основателем династии Афригидов и просуществовал до 995 года. После некоторого перерыва титул был восстановлен. Во время восстания в 1017 году хорезмийские повстанцы убили Абу-л-Аббаса Мамуна и его жену Хурраджи, сестру тюркского султана Махмуда Газневи. В ответ Махмуд вторгся и оккупировал район Хорезма, в который входили Наса и рибат Фарава. В результате с 1017 по 1034 год Хорезм стал провинцией тюркской империи Газневидов. В 1077 году губернаторство провинции, которая с 1042 по 1043 год принадлежала государству тюрков-сельджуков, перешло в руки Ануштегина, бывшего тюркского раба сельджукского султана. В 1097 году хорезмский губернатор тюркского происхождения Экинчи ибн Кочкар объявил о независимости от сельджуков и объявил себя шахом Хорезма. В этом же году он был убит. Сельджуки захватывают Хорезм и назначают хорезмшахом Кутб ад-Динa Мухаммедa I. В течение всего своего правления он оставался вассалом сельджукского султана Санджара, сохраняя лояльность к нему.
Династия была основана военачальником Ануш-Тегином, бывшим тюркским рабом сельджукских султанов, который был родом из северного Афганистана — провинция Гарчистан. Он был назначен наместником Хорезма. Его сын, Кутб ад-Дин Мухаммед I, стал первым наследственным шахом Хорезма. Наивысшего расцвета достигло в начале XIII века при Ала ад-Дине Мухаммеде II. Правители Хорезма носили титул Хорезмшах.

### Государство Хорезм при Атсызе

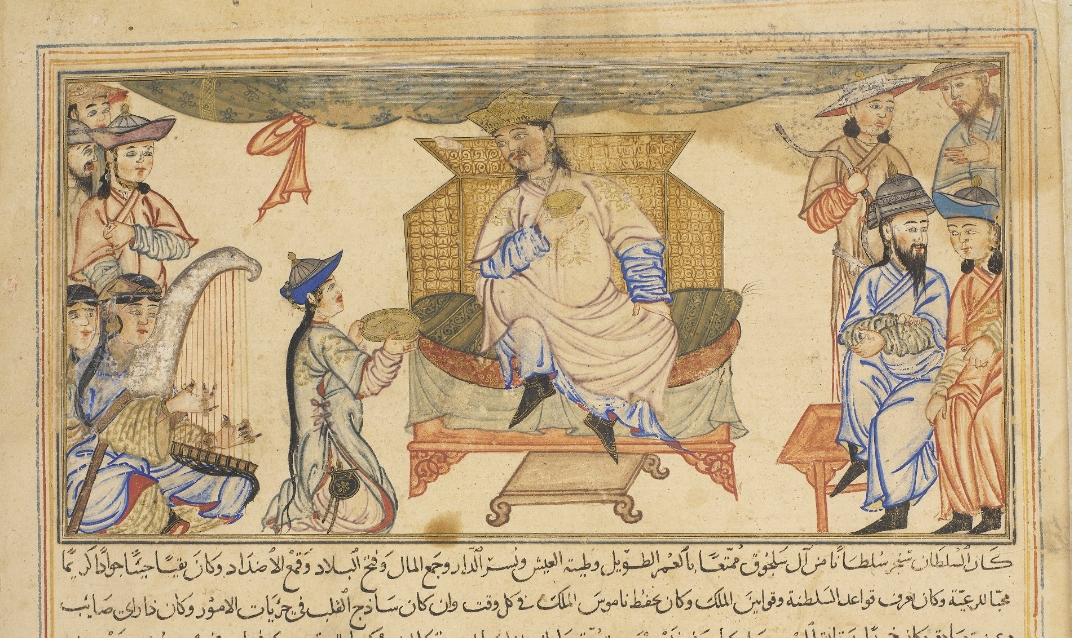
Огузский император Санжар из Сельжукской династии.

Преемник Кутб ад-Дина Мухаммеда Ала ад-Дин Атсыз постоянно стремился избавиться от протектората сельджукского султана Санджара. В 1138 году он восстал против своего сюзерена, но был разгромлен Санджаром и вынужден был бежать. Ахмед Санджар же возвел на хорезмийский престол племянника Атсыза Сулейман-шаха. Однако Сулейман-шах не смог удержать власть над Хорезмом и в 1141 году султан Санджар вернул Атсыза на престол.
Хорезмшах Атсыз ибн Мухаммад ибн Ануштегин вместе с Махмуд ибн Мухаммадом совершали в походы против огузов и сражались с ними.
В 1141 году в Среднюю Азию с востока пришли завоеватели — каракитаи под предводительством Елюя Даши. Сельджукский султан Санджар вынужден был прийти на помощь Караханиду хану Махмуду, который являлся его ближайшим родственником. Битва с каракитаями при Самарканде закончилась полным поражением Санджара и его пленением. Хорезмшах Атсыз тут же воспользовался поражением Санджара и зимой 1141 года захватил и разграбил Мерв, а в 1142 году уже приблизился к Нишапуру. Однако уже в 1142 году султан Санджар снова заставил Атсыза платить дань, а кроме этого Хорезму пришлось платить дань и каракитаям.
Он продолжил политику собирания земель, начатую его предшественниками, присоединил к Хорезму Дженд и Мангышлак. Многие кочевые племена оказались в зависимости от хорезмшаха. К концу своей жизни Атсыз подчинил Хорезму всю северо-западную часть Средней Азии и фактически добился его независимости от соседей.

### Хорезмшахи Иль-Арслан, Султан-шах и Текеш

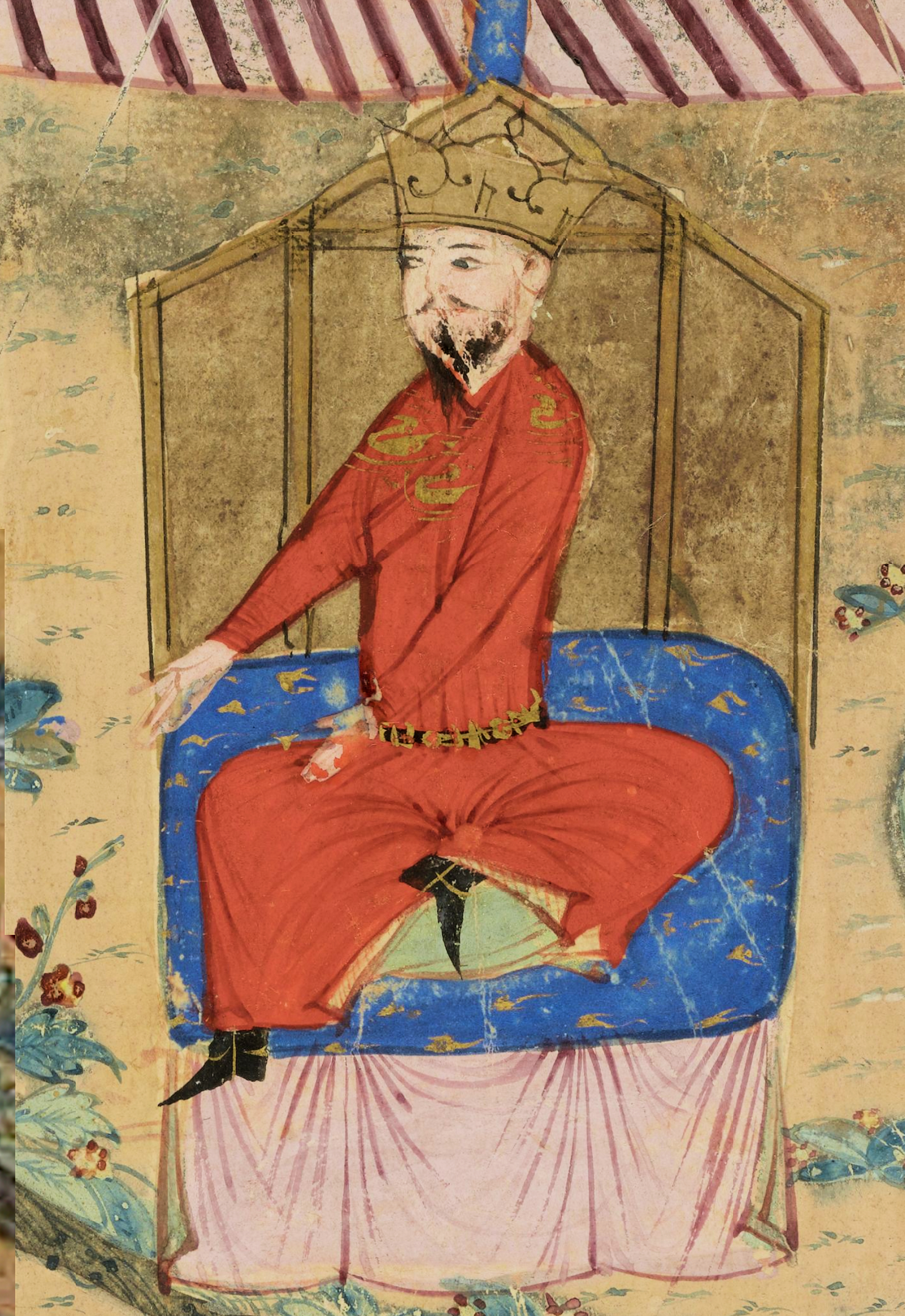
Текеш. Ануштегинидский император-хорезмшах

В 1156 году Атсыз умер, на престоле Хорезма его сменил его сын Тадж ад-Дин Ил-Арслан.
Как и отец, он платит дань сельджукскому султану Санджару и каракитаям. Всего через несколько месяцев после прихода Ил-Арслана к власти, в 1157 году, Санджар умирает, что позволяет Хорезму полностью освободиться от сельджукской опеки.
В 1160-х годах Ил-Арслан присоединяет к владениям Хорезма Дехистан с окрестностями. Ему удается подчинить несколько городов Хорасана, он пытается подчинить себе часть городов Иракского султаната, Мавераннахра. В 1172 году он успешно отражает поход каракитаев на Хорезм. Вскоре после этого Ил-Арслан умирает, а его сыновья Ала ад-Дин Текеш и Джелал ад-Дин Султан-шах начинают борьбу за престол.

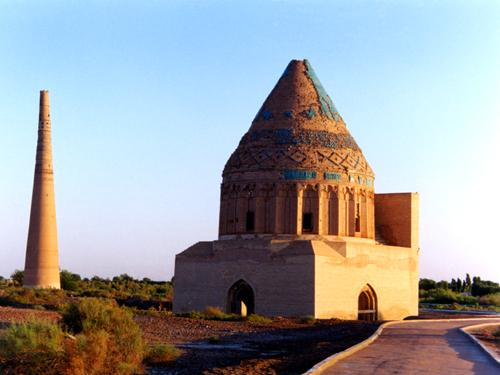
Мавзолей хорезмшаха Текеша, Кёнеургенч, Туркменистан

После смерти Ил-Арслана престол занял младший брат Текеша Султан-шах, но Текеш отказался признать власть брата и обратился за помощью к исконным врагам хорезмшахов — каракитаям, пообещав им ежегодную дань.
С их помощью Текешу удалось сместить брата и занять трон Хорезма. Придя к власти он приказал умертвить свою мать, поддерживавшую Султан-шаха, самому же Султан-шаху удалось скрыться и ещё в течение двадцати лет тот оспаривал право на власть.

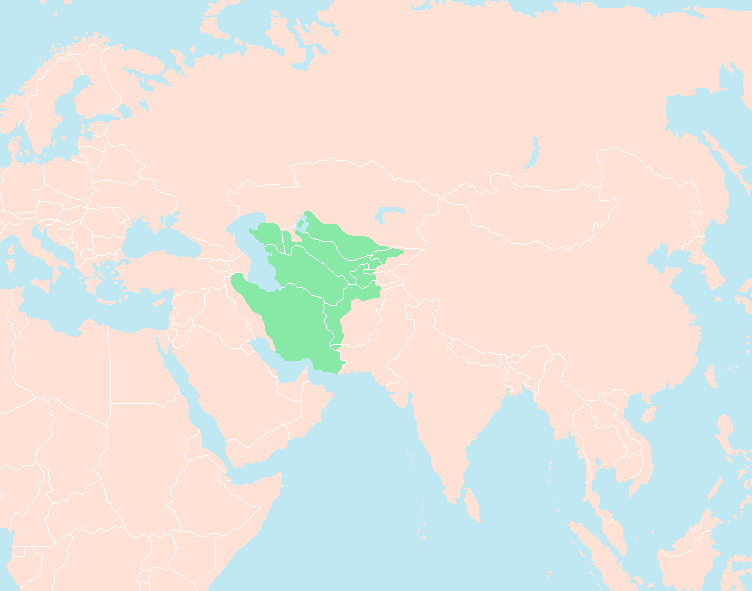
Территория в 1190—1220 гг.

Лишь после смерти Султан-шаха в 1183 году Текеш смог окончательно присоединить к Хорезму Мерв и Серахс (1193). Кроме того, стремясь избавиться от вассальной зависимости от каракитаев, Текеш совершил несколько походов на Мавераннахр. В 1176 году он покорил Южный Хорасан, а правителя Гора сделал своим вассалом. В 1187 году хорезмшах взял Нишапур, в 1192 году — Рей, а через два года захватил Ирак.
В 1194 году Текеш разбил войска западно-сельджукского султана Рукн ад-Дина Тогрула III, а в 1196 — аббасидского халифа Насира.
В середине XII в. туркменские племена оказали помощь караханидским правителям Самарканда в борьбе против хорезмшахов.
Таким образом в период правления шаха Текеша Хорезм стал одним из самых могущественных государств в Центральной Азии. Его владения простиралась от Аральского моря и низовьев Сырдарьи на севере, до Персидского залива к югу, от Памира на востоке и до Иранского нагорья на западе, за своё правление он сумел увеличить территории Хорезма вдвое. Кроме всего прочего, сохранились также сведения о библиотеке в Гургандже, основанной Текешем.

### Государственный аппарат
Главой центрального государственного аппарата (ал-маджлис ал-али ал-фахри ат-таджи) у хорезмшахов был везир, который был первым советником главы государства. Везиру подчинялись все сановники государства. Везир был главой чиновников диванов (асхаб ад-дававин), назначал чиновников, устанавливал пенсии (арзак) и контролировал налоговое управление и казну. Выдающейся личностью был везир хорезмшаха Текиша Низам ал-Мулк Шьамс ад-Дин Мас’уд ибн Али ал-Харави, который построил в Мерве мечеть для шафиитов, а также громадное медресе, мечеть и хранилище рукописей в Гургандже. Низам аль-Мульк погиб от рук шиитов-исмаилитов. Важной должностью в государстве Хорезмшахов была должность старшего или великого хаджиба из представителей тюркской знати. Хаджиб докладывал хорезмшаху о делах, касающихся самого повелителя, следил за соблюдением церемониала. У хорезмшаха могло быть несколько хаджибов, они выполняли поручения султанов.

### Столица Хорезма

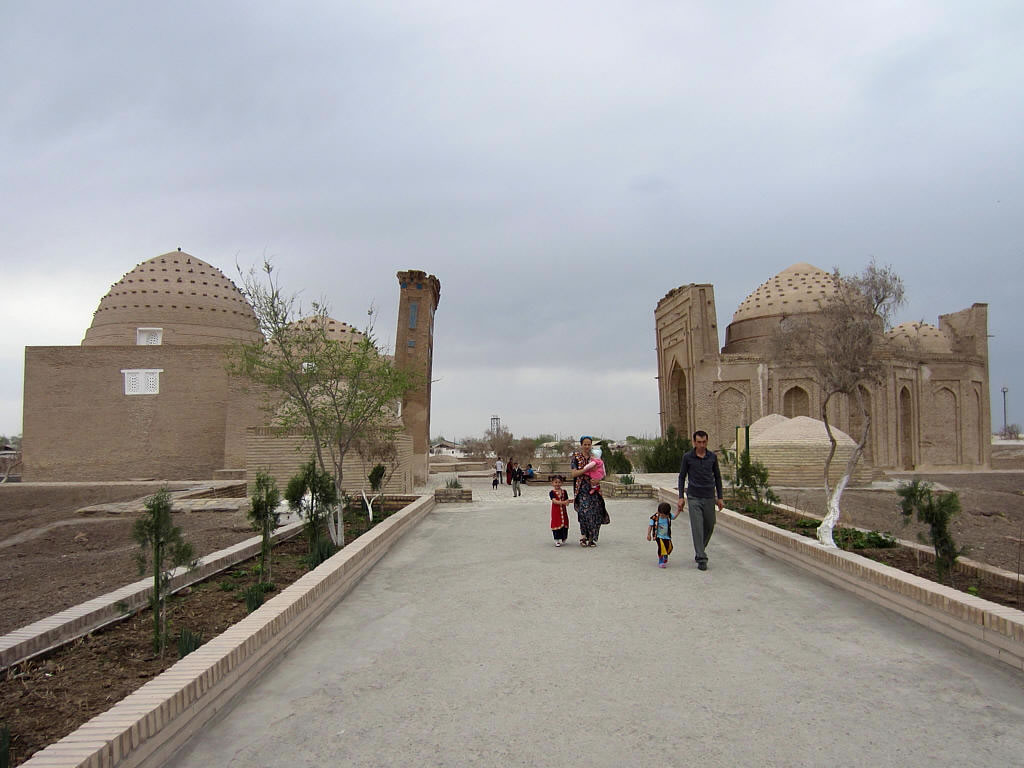
Мавзолей Наджмеддина Кубра (слева) в Кёнеургенче, Туркменистан

Главным городом (столицей) государства Хорезмшахов был Гургандж (современный г. Кёнеургенч в Туркменистане). Это был плотно заселенный город со множеством базаров. Арабский ученый и литератор Закария аль-Казвини отмечает, что Гургандж — это «огромный город на берегу Джейхуна, с многочисленным населением…» и окруженный «вниманием ангелов, которые представляют город в раю так же, как невесту в доме жениха». Аль-Казвини также сообщает, что жители столицы были «искусными ремесленниками», особенно кузнецы, плотники и др. Резчики славились своими изделиями из слоновой кости и эбенового дерева. Средневековый сирийский историк и географ Якут ал-Хамави, побывавший в Гургандже в 1219 г., писал: «Я не видел города более великого, более богатого и более прекрасного по расположению, чем Гургандж». В городе работали мастерские по изготовлению натурального шелка.

### Хорезм при хорезмшахе Алауддине Мухаммеде II

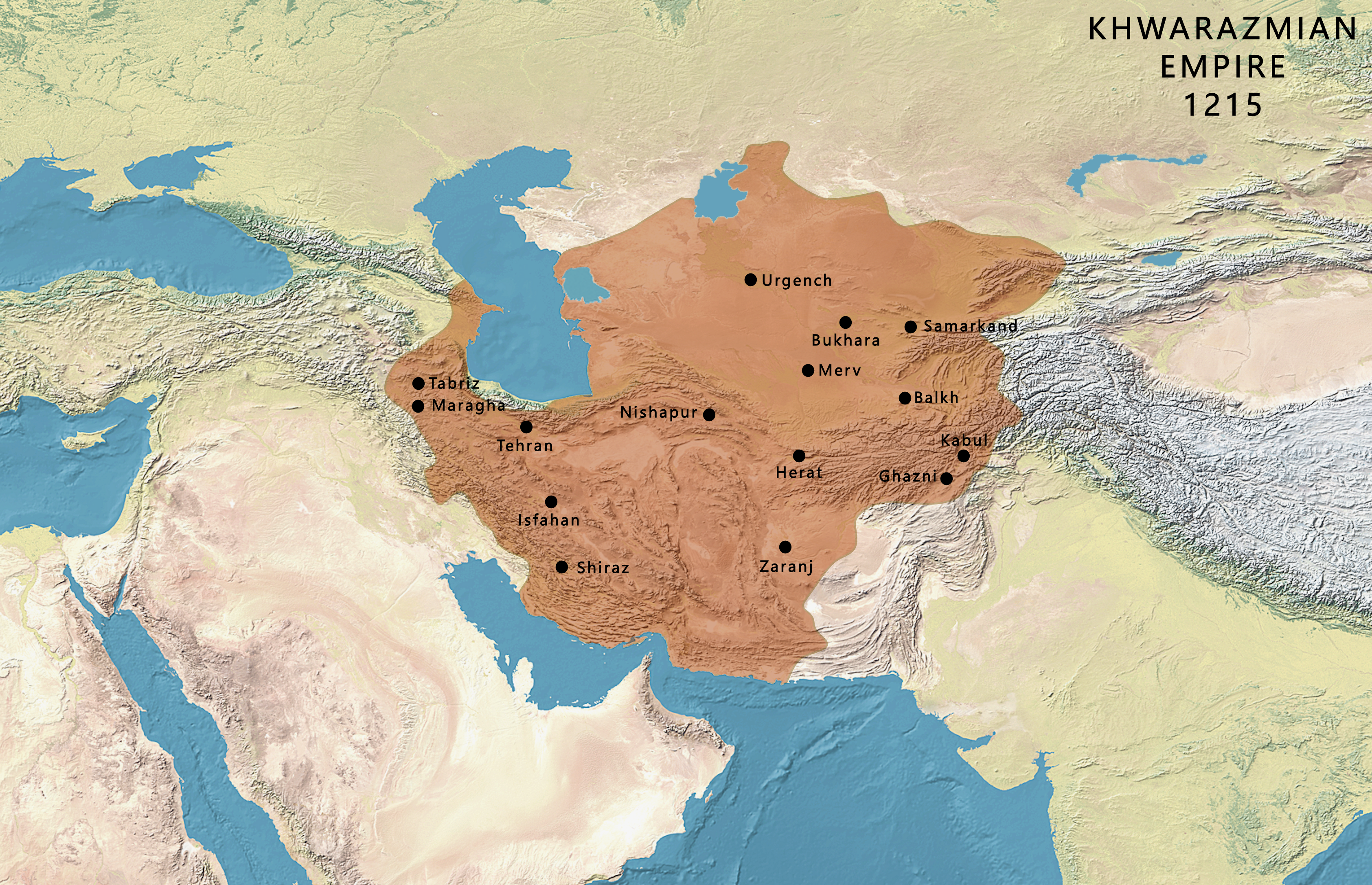
Территория около 1215 г.

После смерти хорезмшаха Текеша на престол вступил его младший сын Ала ад-Дин Мухаммед, ещё больше расширивший владения Хорезма.
Его правление началось войной с гуридами, которые захватили крупный город Мерв, почти без боя заняли Абиверд, Серахс и Нису, взяли Нишапур и пленили брата хорезмшаха, которого отправили в Герат. Осадив Герат, войска Ала ад-Дина Мухаммеда в течение месяца пытались прорвать его оборону. Лишь после получения откупа хорезмшах снял осаду. К этому времени на помощь правителю гуридов Гияс ад-Дину из Индии подошли войска его брата — Шихаб ад-Дина. После кровопролитной битвы хорезмийцам пришлось отступить. Преследуя отступающие войска Ала ад-Дина Мухаммеда II, Шихаб ад-Дин окружил хорезмийскую столицу Гургандж, обороной которой руководила мать хорезмшаха — Теркен-хатун. При поддержке каракитаев Ала ад-Дину Мухаммеду удалось вытеснить гуридов за пределы Хорезма и заключить мир, однако они не оставляли попыток развязать войну. Только после убийства Шихаб ад-Дина в 1206 году эта опасность исчезла. Гуридское государство распалось на части.
Огузы и туркмены, жившие в Мавераннахре, оказались в зависимости от караханидов и хорезмшахов.

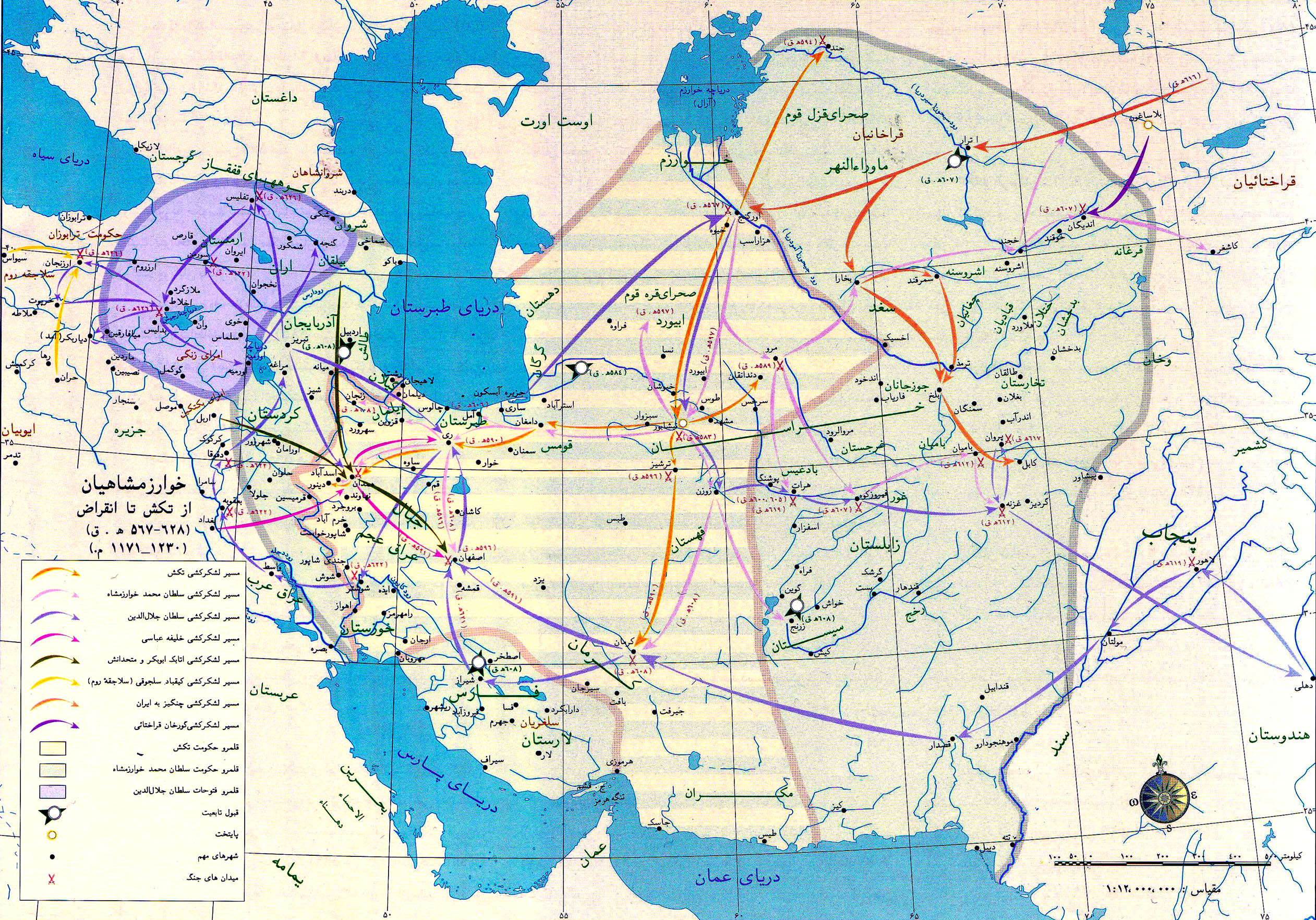
Территория в 1171—1230 гг.

После распада гуридов Мухаммед стал готовиться к войне с каракитаями. Но в первом же сражении каракитаи, подкупившие правителей Хорасана и Самарканда, разгромили армию хорезмшаха, после чего Мухаммед на некоторое время пропал из поля зрения своих приближенных. Только весной 1208 года Мухаммед вернулся в Хорезм. Укрепив своё государство, он приступил к решительной борьбе с каракитаями, опираясь при этом на поддержку мусульман каракитайского государства, воспринимавших его как освободителя. В сентябре 1210 при битве на равнине Иламиш за Сырдарьей каракитайские войска потерпели поражение.
В 1212 году в Самарканде вспыхнуло восстание под предводительством караханида хана Османа. Оно было жестоко подавлено Мухаммедом и Западно-Караханидское ханство было ликвидировано, после чего он решил сделать Самарканд своей столицей. В 1212 году он перенес свою столицу из Гурганджа в Самарканд. Таким образом, он включил почти весь Мавераннахр и современный Афганистан в свою империю, которая после дальнейших завоеваний в Западном Иране (к 1217 году) простиралась от Сырдарьи до Загросских гор и от северных районов Гиндукуша до Каспийского моря. К 1218 году население империи составляло 5 миллионов человек. В 1217 году Мухаммед отправился в поход на Багдад, один из духовных центров мусульманского мира, желая стать не только светским, но и духовным властителем. Однако при переходе горного перевала его войска попали в снегопад и понесли значительные потери. Мухаммеду пришлось отказаться от своих планов и вернуться в Самарканд.
К 1215 году его власть хорезмшаха распространилась на сам Хорезм, на Мавераннахр, Иран, большую часть Центральной Азии, а также другие территории.

### Туркан хатун
Накануне монгольского нашествия в государстве Хорезмшахов сложилась своего рода диархия: абсолютным владыкой считался хорезмшах Ала ад-Дин Мухаммад, но в действительности влияние его матери Туркан-хатун (Теркен-хатун), было велико. Туркан-хатун имела прозвище «Властительница мира» (Худаванд-и джахан), а для указов: «Защитница мира и веры Великая Туркан, владычица женщин обоих миров» (Исмат ад-Дунйа ва-д-Дин Улуг-Теркен Малика ниса' ал-ала-майн)..
Туркан-хатун происходила из племени баяут или урани. Баяуты и урани входили в состав племен канглы-кыпчакской группировки и находились в родстве с династией хорезмшахов
В 1221 году она была пленена войсками Чингис-хана и погибла в Монголии.

## Наука и культура

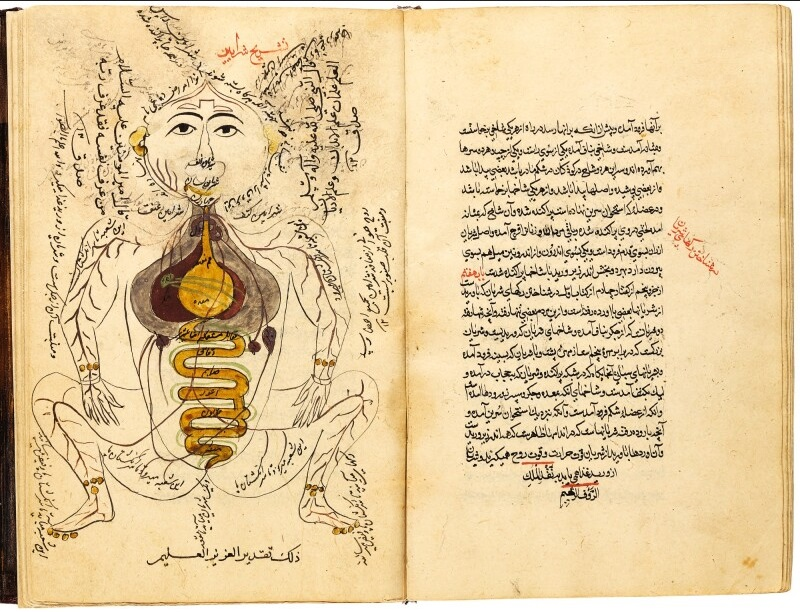
Зайнаддин Исмаил Джурджани, Ташрих Захирахи Хорезмшахи, Энциклопедия медицинских наук, Персия, 1663 год.

Хорезмшахская империя имела развитую науку в период Золотого века ислама. Исмаил Джурджани и Умар Чагмини были знаменитыми интеллектуалами медиками и биологами.
Зайнаддин Исмаил Джуржджани (ок. 1040–1136 гг.), также известный как аль-Джурджани, был персидским придворным врачом XII века. Помимо медицинских и фармацевтических наук, он также был знатоком философских и этических наук. Джурджани был учеником Ибн Аби Садика и Ахмада ибн Фарруха. Он прибыл ко двору в персидской провинции Хорезм в 1110 году, когда ему было уже за 70. Там он стал придворным врачом наместника провинции, хорезмшаха Кутб ад-Дина Мухаммада I, правившего с 1097 по 1127 год. Именно ему он посвятил свой самый полный и влиятельный труд — персоязычный сборник «Захира-и Хоразмшахи». 
Аль-Джурджани написал персидскую медицинскую энциклопедию «Тезаурус шаха Хорезма» (также известную как «Сокровище шаха Хорезма») примерно после 1110 года, переехав в северную персидскую провинцию Хорезм. Работа состоит из 10 томов, охватывающих 10 медицинских областей: анатомию, физиологию, гигиену, диагностику и прогноз, лихорадки, болезни, характерные для отдельных частей тела, хирургию, кожные заболевания, яды и противоядия, а также лекарства . В частности, в эндокринологии Зайнаддин аль-Джурджани был одним из первых, кто связал экзофтальм с зобом . Это предположение было подтверждено лишь Калебом Парри (1755–1822) в 1825 году, а позднее Робертом Джеймсом Грейвсом (1796–1853) и Карлом фон Базедовым (1799–1854). Зайнаддин Исмаил Аль-Джурджани также установил связь между зобом и учащенным сердцебиением .В разделе «Лекарственные средства, рекомендуемые для борьбы со вшами» Горгани рекомендует следующий метод: A) Соблюдение чистоты B) Ношение хлопчатобумажной и шёлковой одежды C) Частая смена одежды D) Использование мазей, содержащих следующие подсушивающие вещества: 1) Плоды сумаха с оливковым маслом. 2) Листья и корни щавеля лекарственного (Rumex); 3) Квасцы (купорос) с оливковым маслом. 4) листья мелии азедарах (Melia azedarach). 5) листья граната; 6) листья колоцинта (Colocynth); 7) листья мирта (Myrtle); 8) листья тимьяна (Thymus serpyllum); 9) листья льна (Linum usitatissimum); 10) листья аира (Acorus calamus); 11) листья аира (Acorus calamus); и, наконец, 12) корица с оливковым маслом, особенно с маслом катамуса красильного (Catamus tinctorius) и редьки масличной. Большинство из перечисленных выше растительных компонентов, как недавно было показано, обладают особыми инсектицидными свойствами .
Махмуд аль-Чагмини (ум. 1221) — уроженец Хорезма, математик, астроном и врач . Его «Краткое изложение астрономии» было очень популярно в Средней Азии и Иране. Трактат состоял из введения, повествующего об элементах и эфире, и двух книг — «О небесных сферах» и «О Земле»; в первой из этих книг излагалось, вслед за ал-Фаргани, ал-Хазином и Ибн ал-Хайсамом, учение о массивных эфирных орбитах планет. В этом же трактате впервые подробно рассматривается система координат, основой которой является горизонтальная плоскость наблюдения. Написал также «Трактат об арифметике» и небольшой медицинский трактат, кратко излагавший «Канон врачебной науки» Ибн Сины.

### Керамика Минаи

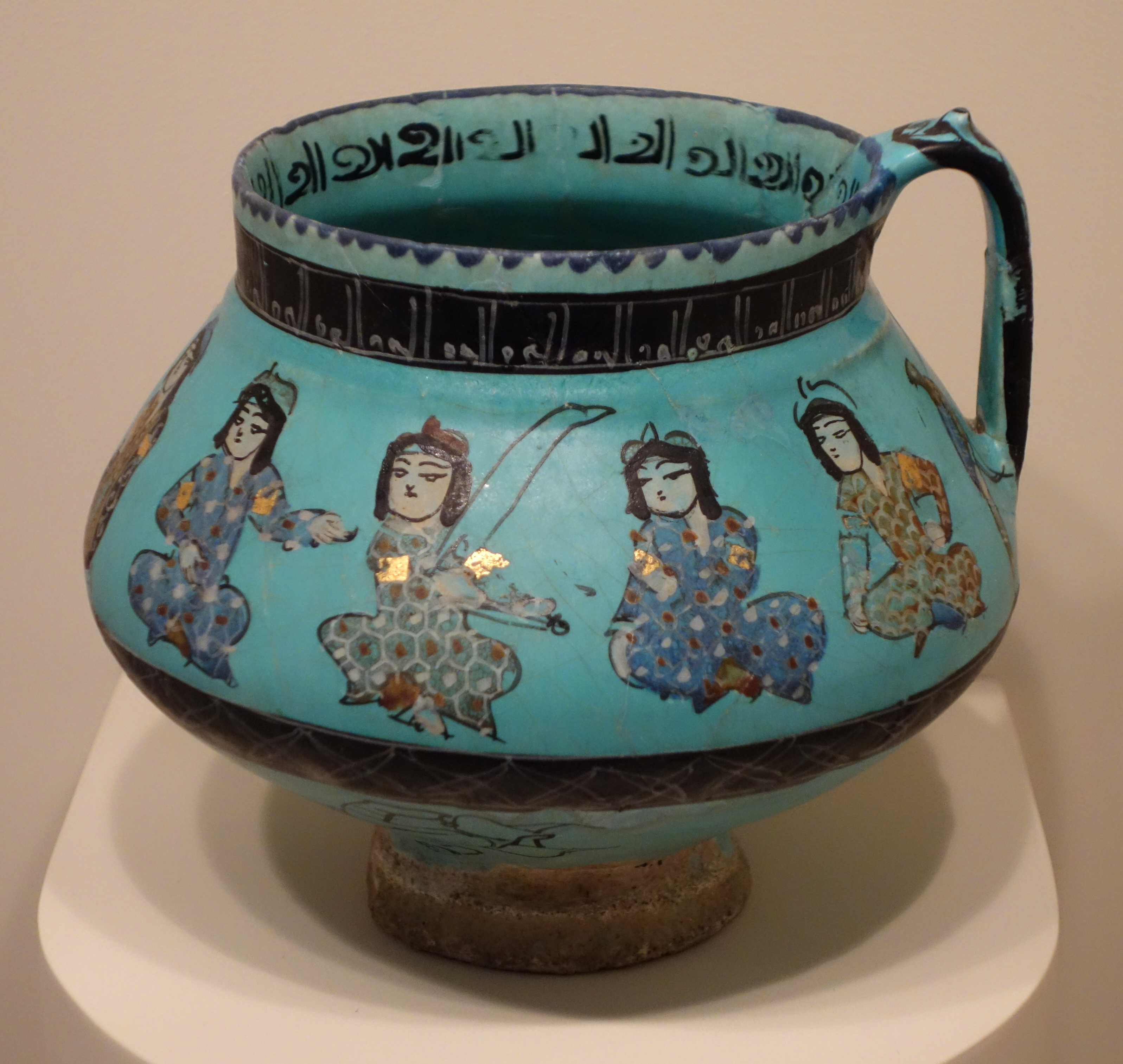
Кувшин с глазурью бирюзового цвета

Изделия из Минаи – это разновидность персидской керамики, развивавшаяся в городе Кашан из Персии в течение десятилетий, предшествовавших монгольскому нашествию на Персию в 1221 году, после чего производство прекратилось. Её описывают как «вероятно, самую роскошную из всех видов керамической посуды, производившейся на восточных исламских землях в средневековый период». Керамическое основание из беловатой фриттовой или каменной массы полностью украшено детальной росписью несколькими цветами, обычно с использованием фигур. Некоторые из «самых знаковых» изделий из каменной массы можно отнести к правителям Хорезма, после окончания господства Сельджуков (сама империя Сельджуков прекратила свое существование в 1194 году) . В целом считается, что изделия Минаи изготавливались с конца XII века и начала XIII века, а датировка изделий Минаи варьируется от 1186 до 1224 года. К этому периоду также относится обширная люстровая керамика.

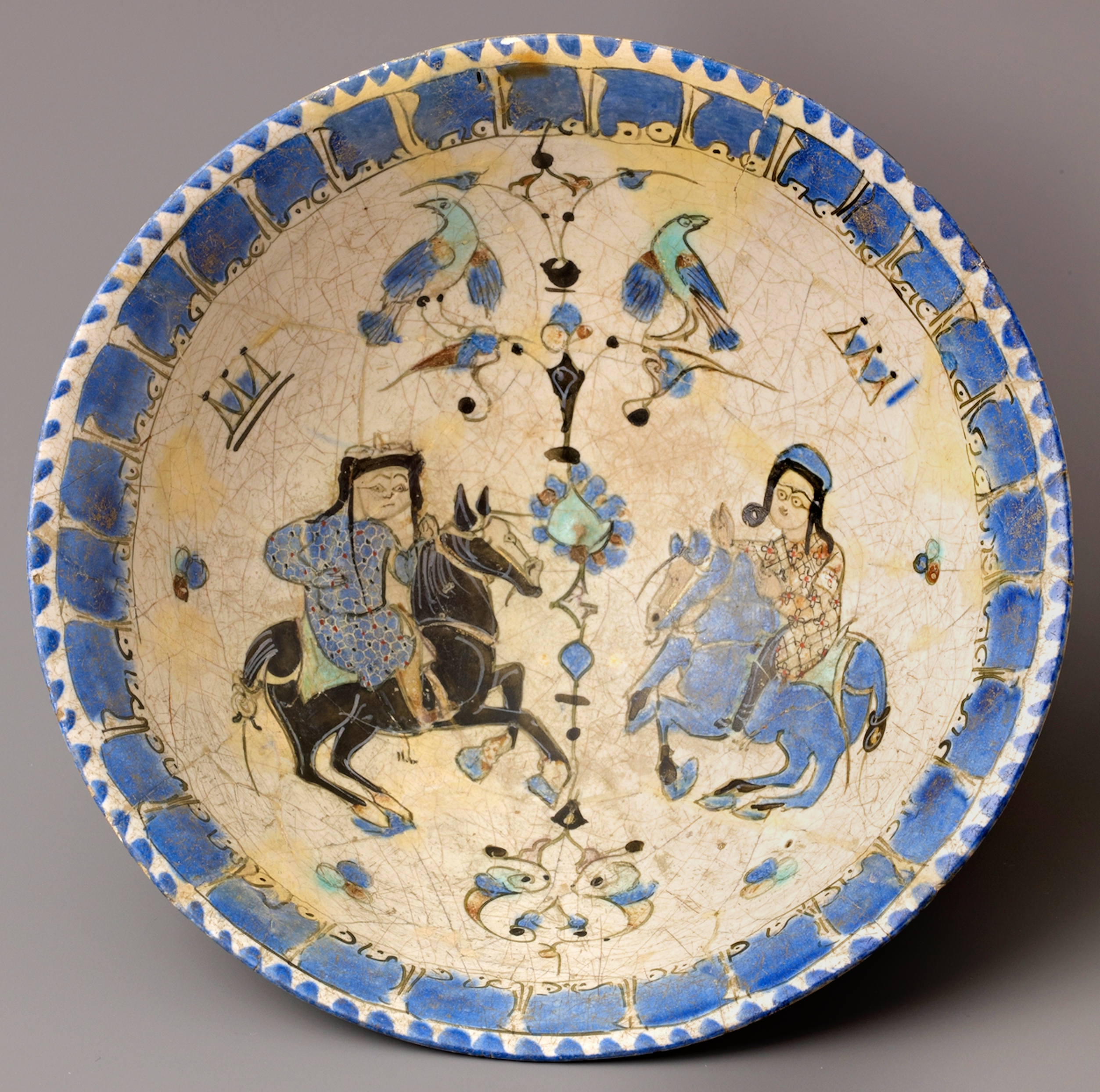
Огузский всадник, начало 13 века, Персия
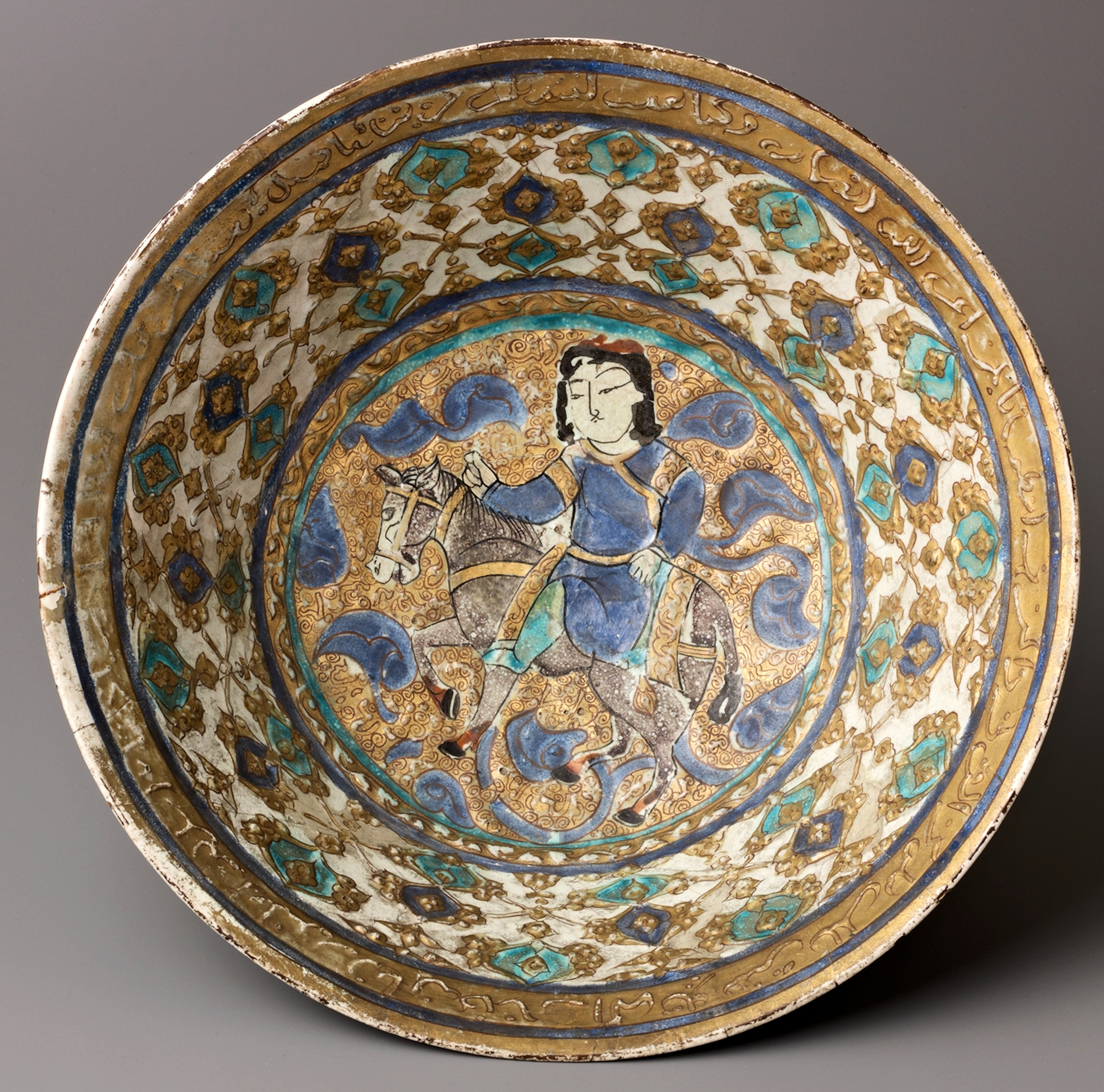
Посуда с изображением всадника на лошади, начало 13 века, Персия
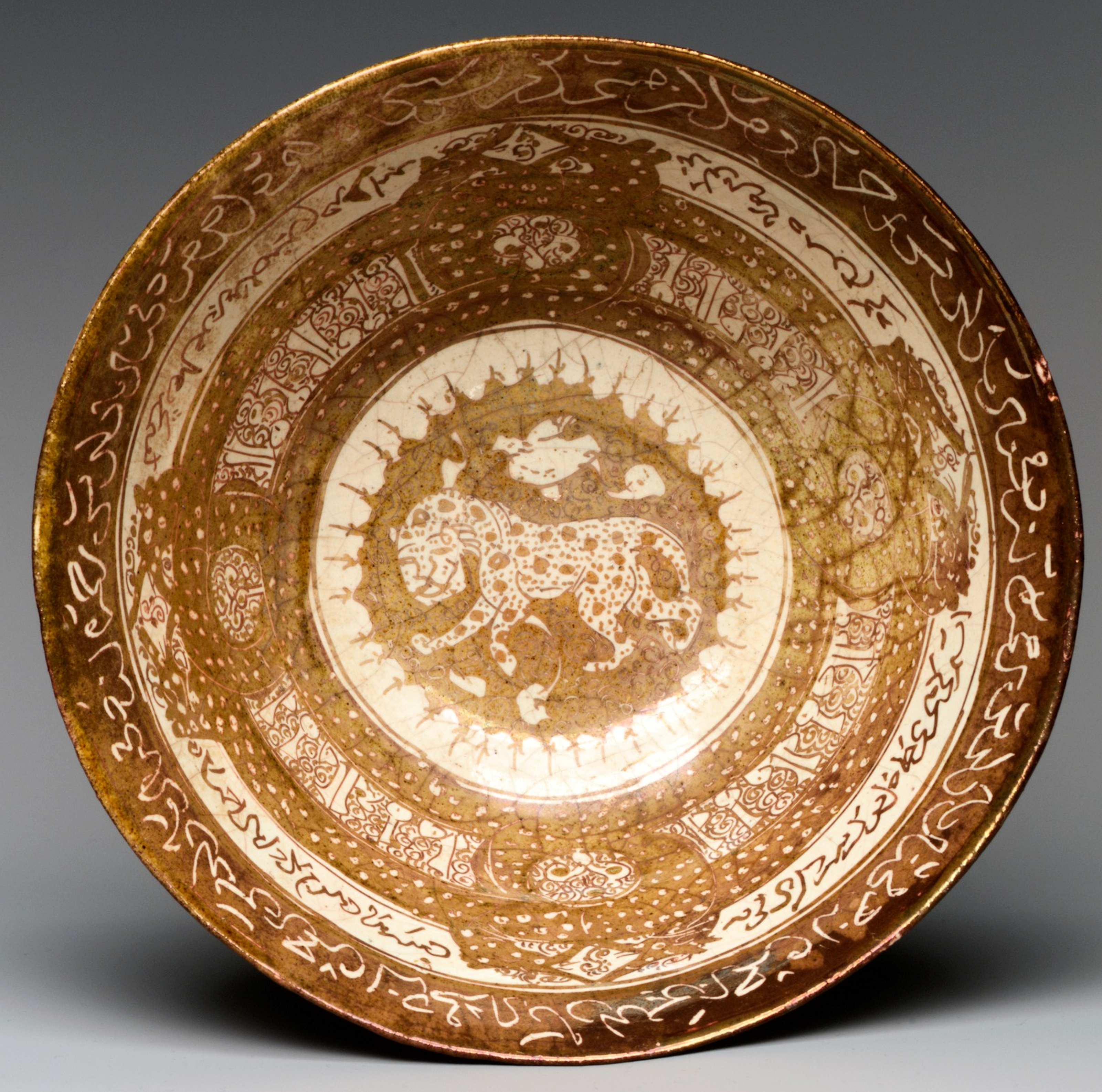
Посуда с леопардом (барс), начало 13 века,город Кашан, Персия

## Население

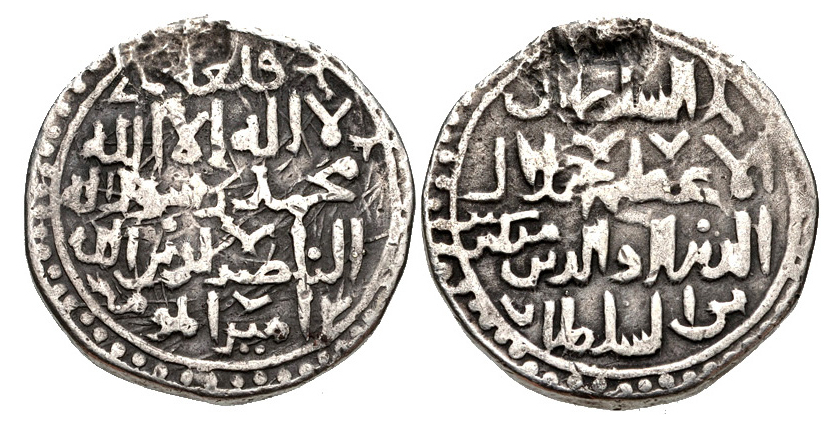
Валюта Государства Хорезмшахов во времена правления Джалаладдина Мангбурни

Население государства Хорезмшахов было пестрым и полиэтничным. По мнению В. В. Бартольда, в Хорезмском государстве жили персы, арабы, тюрки, евреи, туркмены и др..
Как сообщает Абуль-Касим Убайдаллах ибн Абдаллах ибн Хордадбех (820—912) еврейская община проживала в Балхе, а географ Шамсуддин аль-Мукаддаси писал о многочисленных еврейских поселениях в Хорасане.
По мнению современного британского историка Тридвелла, тюрки были хорошо представлены в Мавераннахре, где они сформировали оседлые и полуоседлые общины задолго до прихода Саманидов. По мнению профессора Индианского университета (США) Ю. Брегеля, с IX века начинается новый период тюркизации населения оазисов Средней Азии. По мнению некоторых источников, тюркская топонимика в Хорезме фиксируется и в IX веке, что говорит об оседлом тюркском населении.
Персидские авторы географы X века упоминают хорезмийский город Баратегин. Судя по названию, город был населён или основан тюрками. Истахри называет его в числе 13 городов Хорезма, а ал-Макдиси включает его в число 32 городов Хорезма.
Выдающийся хорезмский ученый и этнограф Аль-Бируни (973—1048) в своих произведениях приводит названия тюркских месяцев и тюркских лечебных трав, которые использовало тюркское население Хорезма. Аль-Бируни в своем произведении «Памятники минувших поколений», написанном в Хорезме около 1000 года, приводит тюркские названия годов по животному циклу, которые использовало тюркское население Хорезма: сичкан, од, барс, тушкан, луй, илан, юнт, куй, пичин, тагигу, тунгуз. В этом же сочинении он приводит названия месяцев по-тюркски: улуг-ой, кичик-ой, биринчи-ой, иккинчи-ой, учинчи-ой, туртинчи-ой, бешинчи-ой, олтинчи-ой, йетинчи-ой, саккизинчи-ой, токкузинчи-ой, унинчи-ой. Немецкий востоковед Захау, Карл Эдуард отмечает, что эти списки представляют особый интерес, поскольку в них представлены древние образцы тюркского языка. В сочинении Аль-Бируни «Индия» фиксируется тюркское название Ташкентского оазиса. Бируни писал, что название города Шаш происходит от тюркского языка, в котором он называется Таш-канд, то есть каменный город.
В источниках сообщается о беспрестанных войнах огузов с Хорезмом. Аль-Бируни рассказывает, что каждую осень хорезмшахи отправлялись в поход, «отгоняя тюрок-гузов от своих границ и охраняя от них окраины своих стран». Против огузских набегов вдоль границ Хорезма была воздвигнута линия сторожевых башен и крепостей. Длинная цепь таких башен шла вдоль обрывов Устюрта.
По мнению таджикского историка Б.Гафурова, население Государства Хорезмшахов состояло в основном из оседлых иранских, а также полу-кочевых тюркских народов.. 
Советский историк А. Ю. Якубовский в 1933 году считал, что в XIII в. почти весь Хорезм говорил на огузском (туркменском) языке.
Современные историки и филологи, изучая памятники тюркских письменных памятников Хорезма XIII—XIV веков, пришли к выводу о том, что хорезмийский тюркский язык зависел от тюркского караханидского, а затем уступил место чагатайского тюркскому языку в конце XIV века. Хорезмийский тюркский язык имеет большое значение в истории тюркского языка, потому что он является языком перехода от тюркского караханидского к тюркскому чагатайскому.

## Война против монгольских захватчиков

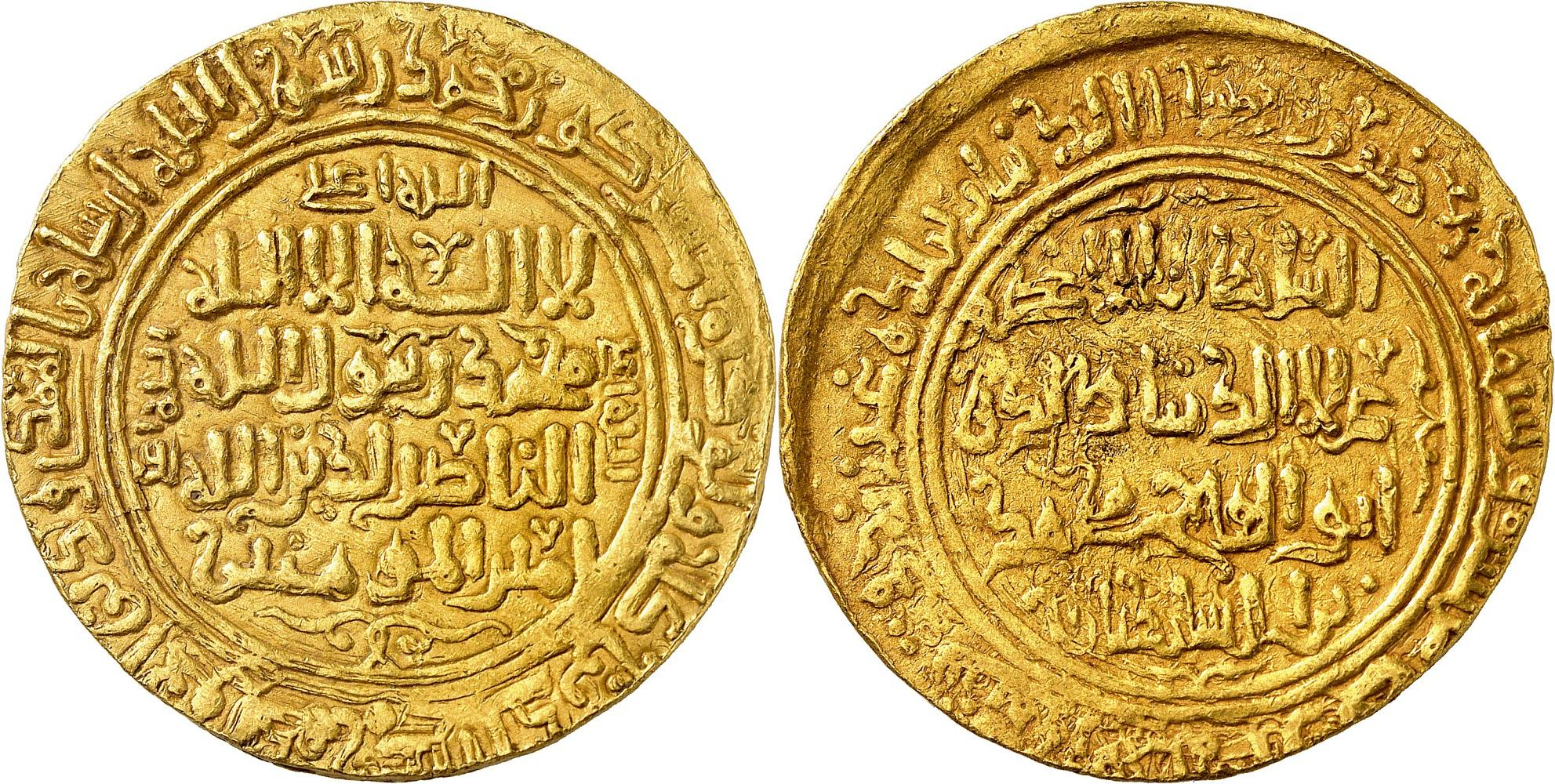
Золотой динар Мухаммеда II

Империя Хоремзшахов в начале XIII века был на вершине своего могущества, он объединял земли собственно Хорезма, Мавераннахра, Ирана, Хорасана, современного Южного Казахстана.
Мать хорезмшаха Мухаммеда Теркен-хатун происходила из тюркского рода канглы и обладала огромным влиянием при дворе, фактически сама назначая своих родственников на все ключевые государственные посты. Пользуясь их поддержкой, она фактически возглавила оппозицию своему сыну. Особенно обострились их отношения перед монгольским нашествием.
В 1218 году Чингизхан отправил к Мухаммеду посольство с предложением заключить союз для совместной борьбы с конкурентами на востоке и взаимовыгодной торговли. Хорезмшах отказался идти на сделку с «неверными» и по предложению правителя Отрара Иналчука Кайыр-хана казнил послов-купцов, отправив их головы хану. Чингисхан потребовал выдачи Иналчука Кайыр-хана, но хорезмшах, боясь гнева знати, отказался, и Мухаммед ибн Текеш вновь казнил одного из участников следующего монгольского посольства.

Несмотря на более чем трёхкратное превосходство своего войска над армией монголов, хорезмшах, опасаясь заговора со стороны военачальников, разделил свою армию на несколько частей и гарнизонов, чем фактически обрек её на поражение.

Памятник Джалаладину Мангубурны из династии Ануштегинидов в Ургенче, Узбекистан

После победы над Кучлуком монгольское войско во главе с Субэдэй-багатуром и Тохучар-нойоном приблизилось к границам Хорезма и столкнулось с войсками хорезмшаха. Правое крыло хорезмского войска под командованием сына Мухаммеда Джелал ад-Дин Менгуберди добилось успеха на своём фланге и помогло центру и левому крылу своего войска. К наступлению темноты ни одна из сторон не добилась решающих результатов. Ночью монголы разожгли костры и покинули место битвы. Весной 1219 года, не окончив завоевания Китая, Чингисхан отправил 50-тысячную армию в Хорезм.
В 1219 году при наступлении войск Чингисхана на Хорезм Мухаммед II не решился дать генеральное сражение, оставив свою армию разбросанной отдельными отрядами по городам и крепостям всего государства. Один за другим под натиском монголов пали Отрар, Ходжент, Ташкент (Чач), Бухара, Самарканд, Балх, Мерв, Нишапур, Герат, Гургандж и остальные крупные хорезмские города. Монголы истребили миллионы горожан, в одном только Мерве более 500 000 жителей, остальных продавали в рабство.
Хорезмшах с остатками армии вначале отступил в свои персидские владения, после чего бежал с небольшим отрядом в прикаспийскую область и скончался на острове Абескун в Каспийском море от приступа пневмонии. Государство Хорезмшахов прекратило существование, несмотря на то, что сын и наследник Мухаммеда Джелал ад-Дин Менгуберди ещё около десяти лет продолжал оказывать сопротивление монголам, находясь при этом в Дели и Малой Азии
В начале 1221 года 50-тысячная армия Джучи, Чагатая и Угэдэя подступила к столице Хорезма — городу Ургенчу. После семимесячной осады монголы взяли его, разгромили, а жителей увели в плен. Как писал историк Рашид-ад-дин:"Монголы сражались жестоко и брали квартал за кварталом и дворец за дворцом, сносили их и сжигали, пока в течение 7 дней не взяли таким способом весь город целиком. [Тогда] они выгнали в степь сразу всех людей, отделили от них около 100 тысяч ремесленников и послали [их] в восточные страны. Молодых женщин и детей же угнали в полон, а остаток людей разделили между воинами, чтобы те их перебили. Утверждают, что на каждого монгола пришлось 24 человека, количество же ратников [монголов] было больше пятидесяти тысяч. Короче говоря, всех перебили и войско [монголов] занялось потоком и разграблением. Разом разрушили остатки домов и кварталов
Kак писал Джувейни: «Жители города, укрепились в улицах и кварталах; на каждой улице они начинали бои, и около каждого прохода устраивали заграждения. Войско [монгольское] сосудами с нефтью сжигало их дома и кварталы и стрелами и ядрами сшивало людей друг с другом». Когда город был захвачен, уцелевших жителей выгнали в поле. Отделили и увели в рабство ремесленников (по Джувейни, более 100 тыс.), а также молодых женщин и детей, а прочих жителей разделили между воинами, причём, по Джувейни, на долю каждого воина пришлось по 24 человека, и всех перебили «топорами, кирками, саблями, булавами». После этого монголы открыли плотины, вода Амударьи хлынула и затопила весь город, так что и спрятавшиеся в разных укрытиях люди погибли, и «из жителей ни один не уцелел».
Государство Хорезмшахов пало от монголов Чингизхана. Последним представителем династии хорезмшахов-ануштегинидов был будущий султан Египта Кутуз, который смог остановить монголов и спасти западный мусульманский мир от их походов.

## Хорезмшахи
| Хорезмшахи               | Хорезмшахи             | Хорезмшахи                                                                                |
| Имя                      | Годы правления         | Титулы                                                                                    |
| ------------------------ | ---------------------- | ----------------------------------------------------------------------------------------- |
| Экинчи ибн Кочкар        | 1097                   | хорезмшах                                                                                 |
| Династия Ануштегинидов   |                        |                                                                                           |
| Кутб ад-Дин Мухаммед I   | 1097—1127              | хорезмшах                                                                                 |
| Ала ад-Дин Атсыз         | 1127—1138, 1139 — 1156 | хорезмшах, добился независимости, покорил туркмен, кипчаков, низовья Сырдарьи и Мангышлак |
| Сулейман-шах             | 1138—1139              | хорезмшах                                                                                 |
| Тадж уд-Дин Ил-Арслан    | 1156—1172              | хорезмшах                                                                                 |
| Джелал ад-Дин Султан-шах | 1172                   | хорезмшах                                                                                 |
| Ала ад-Дин Текеш         | 1172—1200              | хорезмшах                                                                                 |
| Ала ад-Дин Мухаммед II   | 1200—1220              | хорезмшах                                                                                 |
| Джелал ад-Дин Менгуберди | 1217—1220 — 1231       | султан Газни, Бамиана и Гура хорезмшах                                                    |